# Carlos Escartín
Carlos Escartín (Madrid, España, 1972) es un poeta español ganador del Premio Jóvenes Creadores de la Academia de Poesía de Castilla y León el año 2008.

## Obra
Se dio a conocer en el mundo de las letras en 2004 con el poemario Cronocidio, un recorrido poético por la historia de España, desde la prehistoria hasta el fin del siglo XX.
Posteriormente, se editaron sus siguientes poemarios: Anima Una, obra sobre el transcurso espiritual de todo creyente católico, y Fractalia, donde aborda la relación entre matemáticas y naturaleza, este último galardonado con el Premio Jóvenes Creadores de la Academia de Poesía de Castilla y León, en 2008. 
A continuación, fue editado el poemario A la sombra del imperio, donde el autor, a través de una poesía política, analiza la época de crisis de identidad que vive Europa desde el alzamiento del imperio norteamericano a principios del siglo XX, hasta nuestros días.  
En 2009 vio la luz Mundo un poemario de casi mil páginas escrito en tan solo cuatro meses, donde se hace un recorrido por todos los territorios de la Tierra, dedicándole a cada uno un poema, basado en su idiosincrasia territorial, y en la natural forma de ser de sus habitantes y en su forma de estar en el mundo.
En 2010 se editó Bustrófedon, un original poemario, escrito en este antiguo tipo de escritura, comenzando un renglón de izquierda a derecha, y el siguiente de derecha a izquierda, que podría haber sido el modo de escribir hoy día, de no haber sido depuesto por las autoridades lingüísticas en su momento.
En 2011 ve la luz Analema, un análisis del hallazgo de esa persona extraordinaria que, como acontecimiento vital, transforma todo y bien pudiera representarse con la presencia de un ser angelical en la vida individual de cada uno, que todo lo cambia y lo embellece con su sola presencia.
El 29 de marzo de 2011, en Córdoba y dentro del ciclo de conferencias Cosmopoética, son leídos poemas de su libro Fractalia para ilustrar reflexiones sobre los lazos entre poesía y matemática a cargo de Clara Janés y Dionisio Ortiz.
En 2013 se editó Zeitgeber, donde, a partir de ese término alemán que carece de una traducción precisa al español, pero que se refiere a toda clave exógena que es capaz de sincronizar un ritmo endógeno, trata sobre el amor como causa que, proviniendo desde fuera del ser humano, sincroniza el ritmo interior de las personas que se aman.
En 2016 se editó Sudoku, un poemario que va descifrando una personalidad conforme el libro se va leyendo.

## Poesía
- Cronocidio (2004).   ISBN 84-609-3277-X.
- Ánima Una (2005).   ISBN 84-689-8549-X.
- Fractalia (2006).   ISBN 84-611-2922-9.
- A la sombra del imperio (2007).   ISBN 978-84-612-1478-5.
- Mundo (2009).   ISBN 978-84-613-5549-5.
- Bustrófedon (2010).   ISBN 978-84-614-4397-0.
- Analema (2011).   ISBN 978-84-615-0660-6.
- Zeitgeber (2013).   ISBN 978-84-616-6391-0.
- Sudoku (2016).   ISBN 978-84-617-7180-6.

## Premios
- Premio Jóvenes Creadores de la Academia de Poesía de Castilla y León, 2008.[6]